# Bartjärnen, Västmanland
Bartjärnen är en sjö i Fagersta kommun i Västmanland och ingår i Norrströms huvudavrinningsområde. Sjön ligger inom området för den stora skogsbranden i Västmanland 2014.